# 岩瀬裕子
岩瀬 裕子（いわせ・ゆうこ、Yùko Iwase、1971年5月1日 - ）は社会人類学者。元宮城テレビ放送アナウンサー。

## 出自・来歴
- 千葉県夷隅郡大多喜町出身。

小～高校まで12ヵ年無遅刻の皆勤賞だった。
- 千葉県立長生高等学校、 早稲田大学を卒業。
- 学生時代はバスケットボールの選手だった。

大学時代は、体育会で副将を務める。
- 1995年アナウンサーとして宮城テレビに入社。
- 主にスポーツ担当が多く、全国高校サッカー選手権大会の試合実況も担当した。
  - 尚、女性アナウンサーによるサッカー試合の実況中継第一号でもある。
- 2004年11月に宮城テレビを退職し、スペイン王国に移る。

2006年8～9月、男子バスケットボール世界選手権では、優勝したスペイン代表のチームアタッシュ（通訳）として一時帰国し、世界一を経験。
2007年10月、スペインより帰国。2008年4月より、仙台大学スポーツ情報マスメディア研究所勤務。
2012年4月、バルセロナ出身のスペイン人男性と結婚。
2013年、 第一子長女出産。

## アナウンサー時代の担当番組
- 月刊 元気一番"生"テレビ
- OH!バンデス
- 全国高校サッカー選手権大会（東北×広島皆実（2000年度）、仙台育英×野洲（2002年度）の2試合を実況した。）